# Хоэй
Хоэй (яп. 宝永 хо:эй, процветающая вечность) — девиз правления (нэнго) японских императоров Хигасиямы и Накамикадо, использовавшийся с 1704 по 1711 год.

## Продолжительность
Начало и конец эры:
- 13-й день 3-й луны 17-го года Гэнроку (по григорианскому календарю — 16 апреля 1704);
- 25-й день 4-й луны 8-го года Хоэй (по григорианскому календарю — 11 июня 1711).

## Происхождение
Название нэнго было заимствовано из 30-го цзюаня древнекитайского сочинения Книга Тан:「宝祚惟永、暉光日新」.

## События

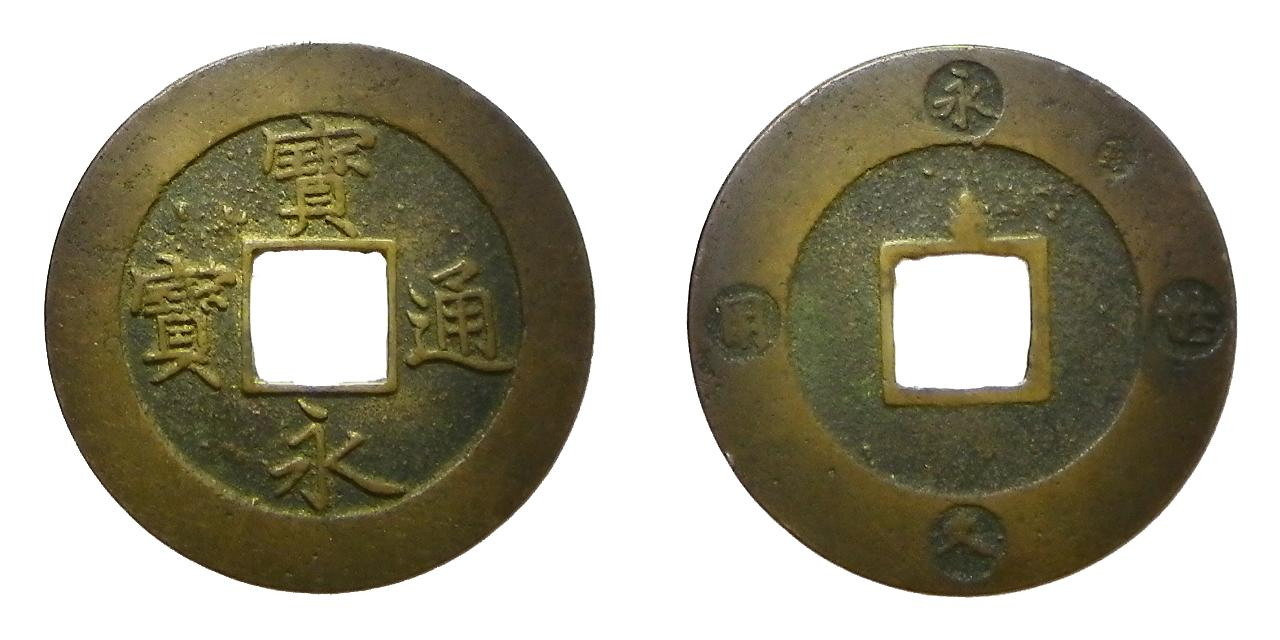
Монеты годов Хоэй

- 28 октября 1707 года (4-й день 10-й луны 4-го года Хоэй) — Землетрясение годов Хоэй;
- 16 декабря 1707 (23-й день 11-й луны 4-го года Хоэй) — Великое извержение годов Хоэй;
- 1708 год (5-й год Хоэй) — сёгунат вводит в обращение новые медные монеты[7];
- 28 апреля 1708 года (8-й день 3-й луны 5-го года Хоэй) — пожар в Хэйан-кё[7];
- 1708 (8-я луны 5-го года Хоэй) — в Якусиме высадился итальянский миссионер Джиованни Сидотти (итал. Giovanni Battista Sidotti), но был немедленно арестован;
- 19 февраля 1709 года (10-й день 1-й луны 6-го года Хоэй) — жена сёгуна Токугавы Цунаёси убила его ножом, а затем заколола себя в сердце. Возможно, она сделала это, чтобы предотвратить гражданскую войну: ходили слухи, что Цунаёси намеревался сделать своим наследником своего любовника, сына даймё провинции Каи. Также возможно, что она просто ненавидела юношу[7];
- 1709 год (4-я луна 6-го года Хоэй) — новым сёгуном стал Токугава Иэнобу, племянник Цунаёси[7];
- 7 августа 1709 года (2-й день 7-й луны 6-го года Хоэй) — император отрёкся от престола[7];
- 16 января 1710 года (17-й день 12-й луны 6-го года Хоэй) — Хигасияма скончался[7];
- 7 июля 1710 — 22 марта 1711 года (11-й день 6-й луны 7-го года Хоэй — 4-й день 2-й луны 1-го года Сётоку) — посольство Рюкю в Эдо, наиболее многочисленное за весь период Эдо — 168 человек[8];

## Сравнительная таблица
Ниже представлена таблица соответствия японского традиционного и европейского летосчисления. В скобках к номеру года японской эры указано название соответствующего года из 60-летнего цикла китайской системы гань-чжи. Японские месяцы традиционно названы лунами.
| 1-й год Хоэй (Деревянная Обезьяна)  | 1-я луна        | 2-я луна*               | 3-я луна  | 4-я луна* | 5-я луна                | 6-я луна  | 7-я луна*  | 8-я луна    | 9-я луна                | 10-я луна* | 11-я луна  | 12-я луна*    |                |
| ----------------------------------- | --------------- | ----------------------- | --------- | --------- | ----------------------- | --------- | ---------- | ----------- | ----------------------- | ---------- | ---------- | ------------- | -------------- |
| Григорианский календарь             | 5 февраля 1704  | 6 марта                 | 4 апреля  | 4 мая     | 2 июня                  | 2 июля    | 1 августа  | 30 августа  | 29 сентября             | 29 октября | 27 ноября  | 27 декабря    |                |
| Юлианский календарь                 | 25 января 1704  | 24 февраля              | 24 марта  | 23 апреля | 22 мая                  | 21 июня   | 21 июля    | 19 августа  | 18 сентября             | 18 октября | 16 ноября  | 16 декабря    |                |
| 2-й год Хоэй (Деревянный Петух)     | 1-я луна        | 2-я луна*               | 3-я луна* | 4-я луна  | 4-я луна (високосная) * | 5-я луна  | 6-я луна*  | 7-я луна    | 8-я луна                | 9-я луна*  | 10-я луна  | 11-я луна     | 12-я луна*     |
| Григорианский календарь             | 25 января 1705  | 24 февраля              | 25 марта  | 23 апреля | 23 мая                  | 21 июня   | 21 июля    | 19 августа  | 18 сентября             | 18 октября | 16 ноября  | 16 декабря    | 15 января 1706 |
| Юлианский календарь                 | 14 января 1705  | 13 февраля              | 14 марта  | 12 апреля | 12 мая                  | 10 июня   | 10 июля    | 8 августа   | 7 сентября              | 7 октября  | 5 ноября   | 5 декабря     | 4 января 1706  |
| 3-й год Хоэй (Огненная Собака)      | 1-я луна        | 2-я луна*               | 3-я луна* | 4-я луна  | 5-я луна*               | 6-я луна* | 7-я луна   | 8-я луна    | 9-я луна*               | 10-я луна  | 11-я луна  | 12-я луна     |                |
| Григорианский календарь             | 13 февраля 1706 | 15 марта                | 13 апреля | 12 мая    | 11 июня                 | 10 июля   | 8 августа  | 7 сентября  | 7 октября               | 5 ноября   | 5 декабря  | 4 января 1707 |                |
| Юлианский календарь                 | 2 февраля 1706  | 4 марта                 | 2 апреля  | 1 мая     | 31 мая                  | 29 июня   | 28 июля    | 27 августа  | 26 сентября             | 25 октября | 24 ноября  | 24 декабря    |                |
| 4-й год Хоэй (Огненная Свинья)      | 1-я луна*       | 2-я луна                | 3-я луна* | 4-я луна* | 5-я луна                | 6-я луна* | 7-я луна*  | 8-я луна    | 9-я луна*               | 10-я луна  | 11-я луна  | 12-я луна     |                |
| Григорианский календарь             | 3 февраля 1707  | 4 марта                 | 3 апреля  | 2 мая     | 31 мая                  | 30 июня   | 29 июля    | 27 августа  | 26 сентября             | 25 октября | 24 ноября  | 24 декабря    |                |
| Юлианский календарь                 | 23 января 1707  | 21 февраля              | 23 марта  | 21 апреля | 20 мая                  | 19 июня   | 18 июля    | 16 августа  | 15 сентября             | 14 октября | 13 ноября  | 13 декабря    |                |
| 5-й год Хоэй (Земляная Крыса)       | 1-я луна        | 1-я луна (високосная) * | 2-я луна  | 3-я луна* | 4-я луна*               | 5-я луна  | 6-я луна*  | 7-я луна*   | 8-я луна                | 9-я луна*  | 10-я луна  | 11-я луна     | 12-я луна      |
| Григорианский календарь             | 23 января 1708  | 22 февраля              | 22 марта  | 21 апреля | 20 мая                  | 18 июня   | 18 июля    | 16 августа  | 14 сентября             | 14 октября | 12 ноября  | 12 декабря    | 11 января 1709 |
| Юлианский календарь                 | 12 января 1708  | 11 февраля              | 11 марта  | 10 апреля | 9 мая                   | 7 июня    | 7 июля     | 5 августа   | 3 сентября              | 3 октября  | 1 ноября   | 1 декабря     | 31 декабря     |
| 6-й год Хоэй (Земляной Бык)         | 1-я луна*       | 2-я луна                | 3-я луна  | 4-я луна* | 5-я луна*               | 6-я луна  | 7-я луна*  | 8-я луна*   | 9-я луна                | 10-я луна* | 11-я луна  | 12-я луна     |                |
| Григорианский календарь             | 10 февраля 1709 | 11 марта                | 10 апреля | 10 мая    | 8 июня                  | 7 июля    | 6 августа  | 4 сентября  | 3 октября               | 2 ноября   | 1 декабря  | 31 декабря    |                |
| Юлианский календарь                 | 30 января 1709  | 28 февраля              | 30 марта  | 29 апреля | 28 мая                  | 26 июня   | 26 июля    | 24 августа  | 22 сентября             | 22 октября | 20 ноября  | 20 декабря    |                |
| 7-й год Хоэй (Металлический Тигр)   | 1-я луна*       | 2-я луна                | 3-я луна  | 4-я луна* | 5-я луна                | 6-я луна* | 7-я луна   | 8-я луна*   | 8-я луна (високосная) * | 9-я луна   | 10-я луна* | 11-я луна     | 12-я луна*     |
| Григорианский календарь             | 30 января 1710  | 28 февраля              | 30 марта  | 29 апреля | 28 мая                  | 27 июня   | 26 июля    | 25 августа  | 23 сентября             | 22 октября | 21 ноября  | 20 декабря    | 19 января 1711 |
| Юлианский календарь                 | 19 января 1710  | 17 февраля              | 19 марта  | 18 апреля | 17 мая                  | 16 июня   | 15 июля    | 14 августа  | 12 сентября             | 11 октября | 10 ноября  | 9 декабря     | 8 января 1711  |
| 8-й год Хоэй (Металлический Кролик) | 1-я луна        | 2-я луна                | 3-я луна  | 4-я луна* | 5-я луна                | 6-я луна* | 7-я луна   | 8-я луна*   | 9-я луна*               | 10-я луна  | 11-я луна* | 12-я луна     |                |
| Григорианский календарь             | 17 февраля 1711 | 19 марта                | 18 апреля | 18 мая    | 16 июня                 | 16 июля   | 14 августа | 13 сентября | 12 октября              | 10 ноября  | 10 декабря | 8 января 1712 |                |
| Юлианский календарь                 | 6 февраля 1711  | 8 марта                 | 7 апреля  | 7 мая     | 5 июня                  | 5 июля    | 3 августа  | 2 сентября  | 1 октября               | 30 октября | 29 ноября  | 28 декабря    |                |

* звёздочкой отмечены короткие месяцы (луны) продолжительностью 29 дней. Остальные месяцы длятся 30 дней.